# Hans von Tabarelli
Hans von Tabarelli (* 5. Juli 1898 in Innsbruck, Tirol; † 29. Dezember 1956 in Mauer bei Melk, Gemeinde Dunkelsteinerwald, Niederösterreich) war ein österreichischer Dramatiker und Erzähler, Redakteur und Verlagslektor in Wien. Er verfasste vor allem Skizzen und Geschichten aus dem alten Wien.
Er ruht in Wien auf dem Baumgartner Friedhof in einem ehrenhalber gewidmeten Grab (Gruppe J1, Nummer 170).

## Werke
- Altwiener Geschichtenbuch, 1943
- Altwiener Panoptikum, 1946
- Altwiener Scherenschnitte, 1947
- Der Kavalier der blauen Blume, 1947 (Roman)